# Mitchel Bakker
Mitchel Bakker, född 20 juni 2000, är en nederländsk fotbollsspelare som spelar för italienska Atalanta.

## Karriär
Den 12 juli 2021 värvades Bakker av tyska Bayer Leverkusen, där han skrev på ett fyraårskontrakt. Den 7 juli 2023 värvades Bakker av italienska Atalanta.